# Aigan (comandant hun)
Aigan o Aïgan va ser un general hun que servia com a comandant de cavalleria per a l'Imperi Romà d'Orient, actiu a principis del segle VI.

## Biografia
Aigan va comandar un cos de cavalleria huna a la batalla de Dara contra els sassànides, terroritzant els perses. Va ser fonamental en la victòria romana.
Després va participar en l'expedició imperial contra el Regne Vandàl l'any 533, sent un dels quatre comandants de cavalleria sota Belisari, juntament amb Rufí, Barbat i Papus. Va romandre a Àfrica per servir sota les ordres de Salomó després que Belisari tornés a Constantinoble l'estiu del 534.
El 534 ell i Rufí van lluitar contra els amazics a Bizacena. Van emboscar a una partida de saqueig i van alliberar els presoners que duien. Després d'això, van ser emboscats al seu torn per un exèrcit amazic aclaparadorament més gran en nombre. Van lluitar valentament però finalment van ser derrotats i morts. Rufí va ser decapitat i el seu cap se'l va endur el cap amazic Medisinises.